# Богоделов, Богдан Вячеславович
Богоделов Богдан Вячеславович (25 октября 1993, Украина) — украинский мини-футболист, игрок футбольного клуба ЦСКА София в футзальной лиге Болгарии.
Родился 25 октября 1993 года в Украине. С детства увлекался футболом и начал свою карьеру в местных юношеских командах на любительском уровне. Со временем его интерес к футзалу возрос, и он начал уделять больше внимания этой дисциплине.
Карьеру в футзале Богоделов начал в болгарском клубе ЦСКА София, который стал его первым клубом. До этого он играл только на любительском уровне.